# Alte reformierte Kirche Elberfeld

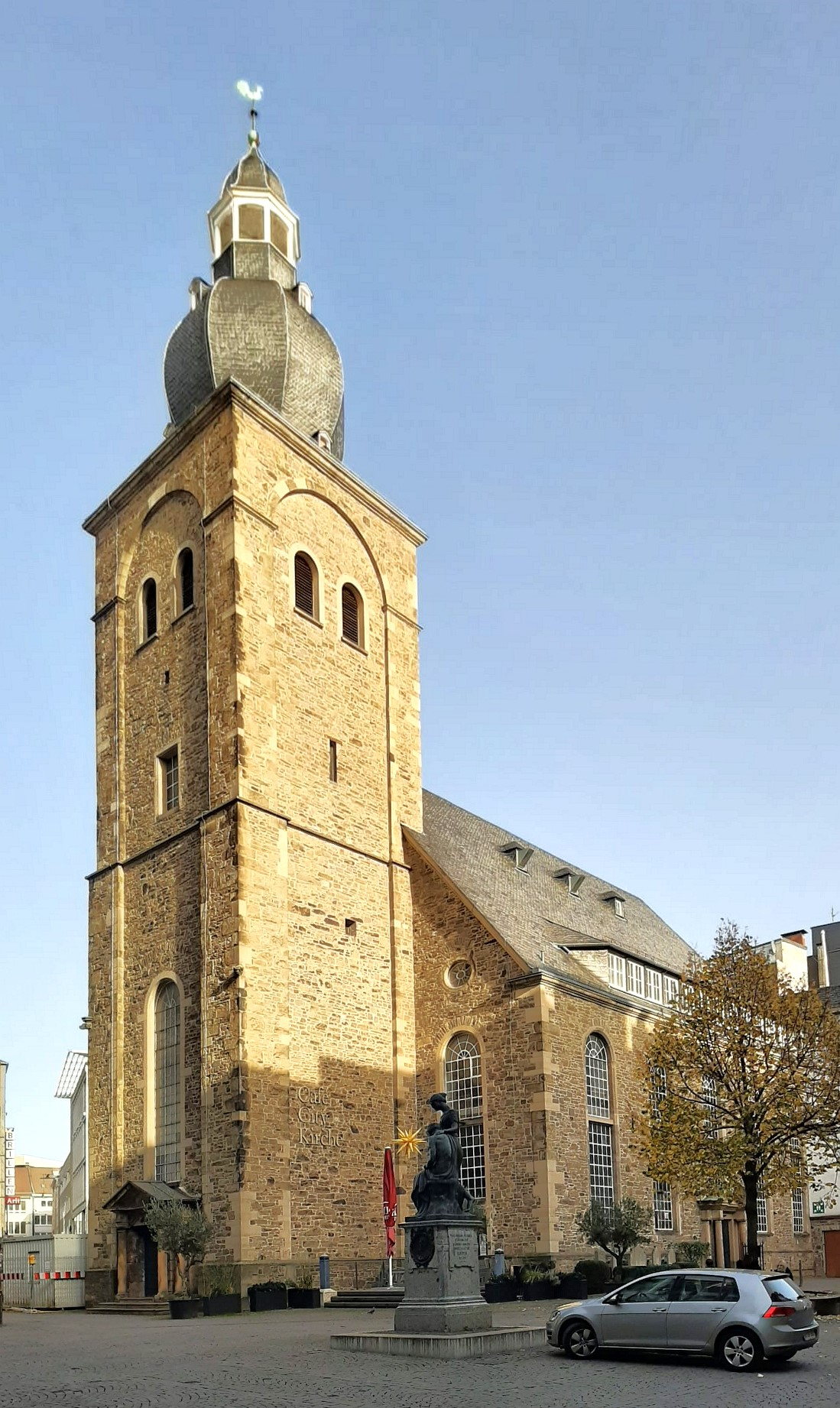
Die Alte reformierte Kirche im November 2020, im Vordergrund das Elberfelder Armenpflegedenkmal

Die Alte reformierte Kirche ist die älteste Kirche im Wuppertaler Stadtteil Elberfeld. Sie ist der Nachfolgebau der bis zur Reformation katholischen Kirche St. Laurentius und ist seit 2005 als Citykirche Elberfeld die evangelische Hauptkirche des Kirchenkreises Wuppertal.

## Geschichte

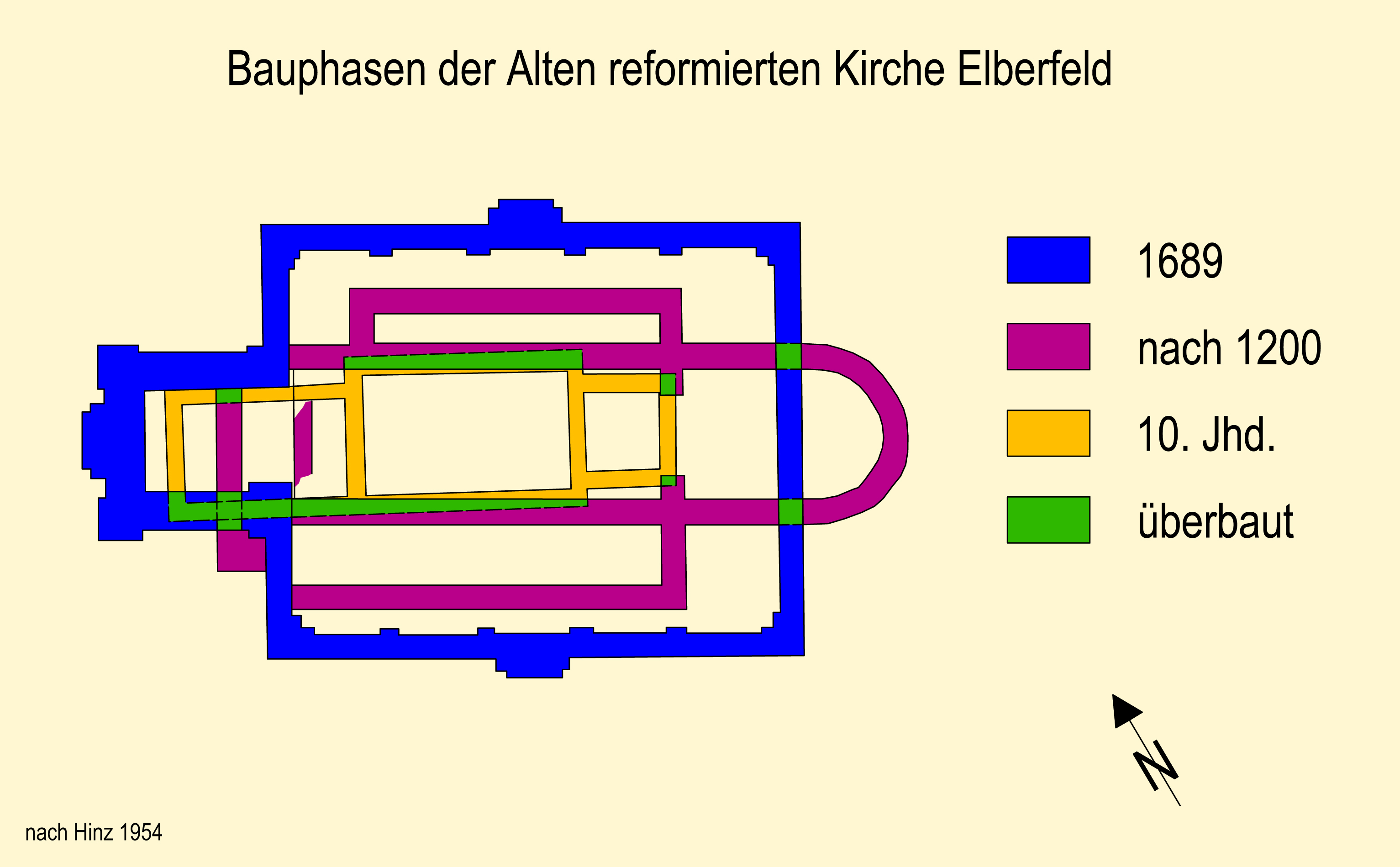
Bauphasenplan nach Hinz 1954

Die Geschichte der Alten reformierten Kirche wird vom Kirchenkreis Wuppertal in sechs Abschnitte eingeteilt, zeitlich gegliedert nach den Entstehungszeiten der einzelnen sechs Kirchenbauten.

### Erster Bau um 955
Ursprünglich datierte man den ersten Kirchenbau Elberfelds auf die Zeit um das Jahr 1000. Erst nach neueren Untersuchungen diverser in den 1950er-Jahren ausgegrabener Baumsarggräber und deren Särgen konnte mit relativer Sicherheit ein erster Kirchenbau seit mindestens 955 angenommen werden, unter Umständen sogar früher. Die mittelalterliche Geschichte der ersten Kirche ist urkundlich äußerst schlecht belegt. Als gesichert kann gelten, dass die erste Kirche dem Heiligen Laurentius von Rom geweiht war; wie auch viele andere Kirchen, welche in diesem Jahrzehnt entstanden. Belegt ist der Name der Kirche allerdings erst seit 1371.
Bei der Kirche handelte es sich höchstwahrscheinlich um eine rechteckige, steinerne Saalkirche mit quadratischem Choranbau an der Ostseite. Der zehn Meter lange und sechs Meter lange Kirchenraum war innen verputzt, geweißt und wurde von einem einfachen Satteldach bedeckt. Reste von einfachen bleigefassten Fenstern sind erhalten geblieben.
Die Kirche wurde um 1050 durch einen Brand bis auf die Umfassungsmauern zerstört.

### Zweiter Bau um 1050
Bereits kurz nach dem Brand dürften die Wiederaufbauarbeiten der Kirche begonnen haben, wobei zunächst die erhaltenen Umfassungsmauern mit einbezogen wurden. Erweitert wurde die Kirche bereits kurz darauf mit einem fünf Meter langen und acht Meter breiten Anbau nach Westen hin. Weitere bauliche Details sind historisch nicht überliefert.
Auch diese Kirche wurde durch einen Brand zerstört, nach 1230 blieben nur noch Grundmauern erhalten.

### Dritter Bau um 1230

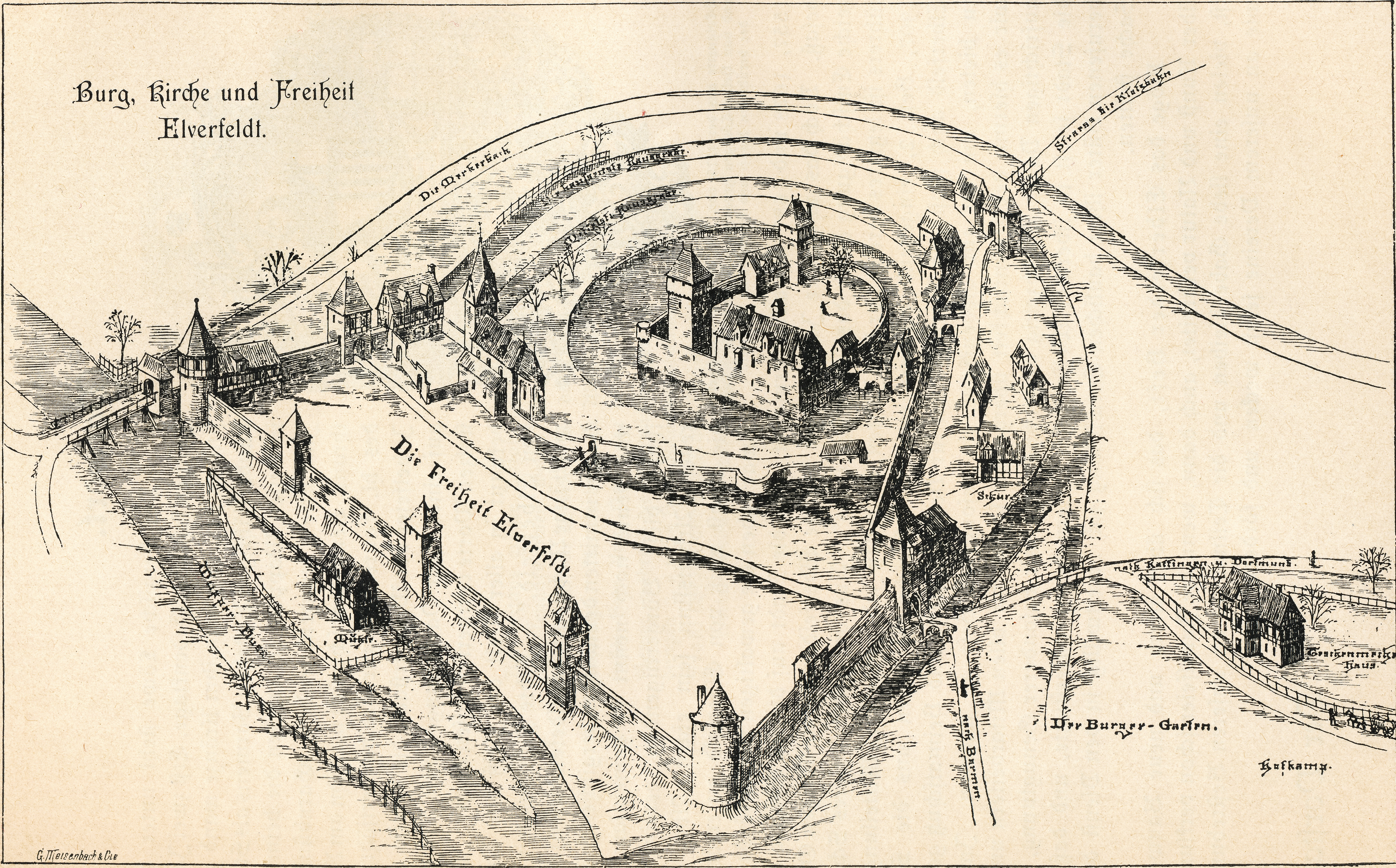
Ansicht der Elberfelder Burg mit der dritten Kirche

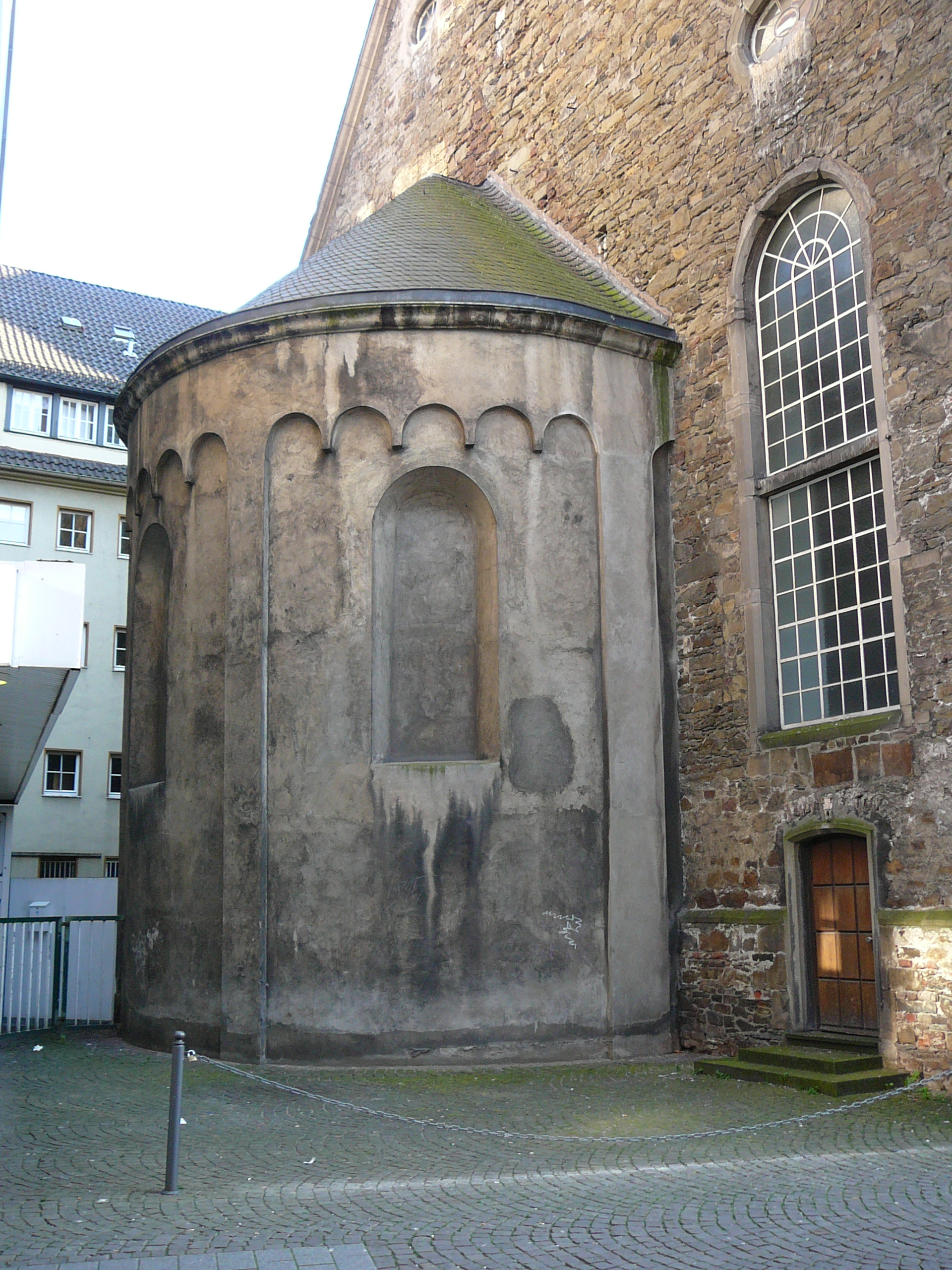
Die erhalten gebliebene Apsis der dritten Kirche

Nach dem Brand von 1230 wurde die dritte Kirche auf den Fundamenten des ersten und zweiten Baus komplett neu und vergrößert aufgebaut, mittlerweile war Elberfeld stark angewachsen. Die dritte Kirche dürfte sechzehn Meter lang und dreizehn Meter breit gewesen sein, der baulich separate und noch heute teilweise erhaltene Chor hatte eine Länge von zehn Metern. Eine Unterteilung des Kirchenraumes in ein Mittel- und zwei Seitenschiffe ist belegt, ein westlich angesetzter Turm hingegen kann nur vermutet werden. In den noch von der ersten Kirche stammenden Fundamenten befanden sich Erbbegräbnisse. Ab 1371 belegen Urkunden das Patrozinium des Heiligen Laurentius für die dritte Kirche.
Auch diese Kirche wurde Raub der Flammen und brannte mitsamt der Elberfelder Burg beim Stadtbrand am 18. April 1536 bis auf den Chor ab.

### Vierter Bau ab 1536 und Reformation
Mit dem Wiederaufbau Elberfelds nach dem Stadtbrand von 1536 begann wahrscheinlich auch der Wiederaufbau der Laurentiuskirche. Ein Eröffnungsdatum ist nicht belegt, eine erste Urkunde beschreibt 1551 den Einbau von 72 Kirchenbänken, gemäß der damaligen Tradition getrennt nach Geschlechtern.
Mitte des 16. Jahrhunderts vollzog sich der Übergang zur Reformation in Elberfeld. Als Kaplan an der Laurentiuskirche wirkte seit 1552 Peter Lo, welcher heute mit Ausnahme von Sonnborn und Schöller als Reformator der Stadt Wuppertal gilt. Er predigte seit Beginn seines Dienstes nach Martin Luthers Lehre, wurde von den Elberfeldern allerdings dafür angefeindet und 1556 vertrieben. Pfarrer Wilhelm Heimbach setzte in der folgenden Zeit weiterhin auf die Lehren Luthers und setzte den Gottesdienst in der reformierten Tradition an der Kirche durch, sodass Peter Lo 1565 nach Elberfeld zurückkehren und den 1563 entstandenen Heidelberger Katechismus lehren konnte. Ab 1600 und verstärkt während der Unruhen im Dreißigjährigen Krieg versuchte der katholische Landsherr mit Gewalt, den katholischen Gottesdienst wiederherstellen, so ließ er mit Hilfe von spanischen Truppen die Kirche 1629 gegen den Willen der Gemeinde besetzen. Niederländische Truppen und bewaffnete Bürger machten die Besetzung anschließend in gemeinsamer Arbeit rückgängig. Mit der Reformation wurden in der Kirche großzügige Emporen eingebaut.
Mit der Reformation verschwand der Name Laurentiuskirche langsam aus dem Gebrauch. Die Elberfelder Kirche erwies sich in den Folgejahren als eine der wichtigsten Gemeinden der 1589 gegründeten Bergischen reformierten Synode. Nach Verleihung der Stadtrechte an Elberfeld 1610 wurden in der Kirche bis zur französischen Besatzung jährlich am 1. Mai die Elberfelder Bürgermeister gewählt.
Die Kirche wurde beim Elberfelder Stadtbrand am 22. Mai 1687 schwer beschädigt, erneut blieb nur die Apsis der dritten Kirche erhalten.

### Fünfter Bau von 1688

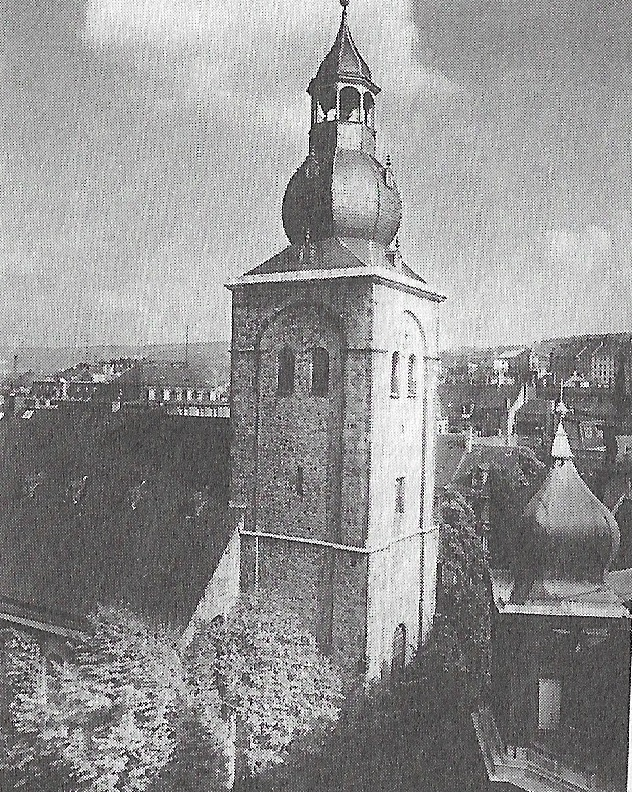
Der fünfte Bau der Kirche 1943

Das Konsistorium der Reformierten Gemeinde beschloss nach dem Stadtbrand den Neubau der Kirche unter Einbeziehung der erhaltenen Apsis und Abriss der Reste der vierten Kirche. Die Grundsteinlegung der neuen Kirche fand am 6. April 1688 statt, im Grundstein wurde die Inschrift aus Psalm 90,16 eingemeißelt. Das vorläufig fertiggestellte Kirchenschiff wurde am 22. Dezember 1690 durch Pastor Jakob Ahlius feierlich eingeweiht. Noch verfügte die Kirche über kein Dach und keinen Turm, das Dach wurde erst 1707 und die Turmhaube 1717 fertiggestellt. Bereits ab 1700 befand sich eine Uhr mit vier Ziffernblättern am Turm, diese wurde 1767 durch eine Turmuhr des Uhrmachers Wilhelm Winkel ersetzt. 1740 wurde die Inneneinrichtung fertiggestellt, welche ab 1804 mit dem Einbau der Orgel erneut grundlegend verändert wurde. Noch bis etwa 1750 war der Turm nachts mit einer dreiköpfigen städtischen Turmwache mit Trompeten besetzt. Der neben der Kirche gelegene Friedhof wurde 1785 aufgegeben und in eine öffentliche Grünanlage umgewandelt.
In den folgenden Jahrhunderten wirkten bedeutende Pfarrer an der Kirche, so unter anderem Daniel Schleyermacher, Gottfried Daniel Krummacher, Friedrich Wilhelm Krummacher, Karl Krafft und Karl Emil Krummacher. 1819 wurden an den Seiten und am Turm die neuklassizistischen Portale ergänzt. Weitere Bänke wurden ab 1848 eingebaut, da der Platz in der Kirche allerdings weiterhin nicht ausreichte, ließ die Gemeinde ab 1853 die Neue reformierte Kirche bauen, für die bis dahin Elberfelder Kirche genannte ehemalige Laurentiuskirche bürgerte sich seitdem der Name Alte reformierte Kirche ein.
Bei den Luftangriffen auf Elberfeld in der Nacht vom 24. auf den 25. Juni 1943 wurde die Kirche schwer getroffen und brannte anschließend bis auf die Umfassungsmauern aus.

### Sechster Bau ab 1953

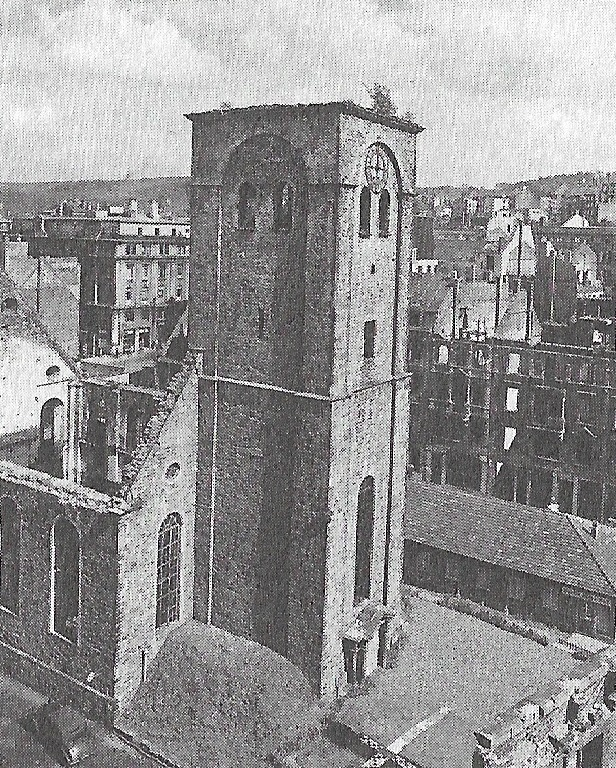
Die zerstörte Kirche 1948

Im Jahr 1953 begann der Wiederaufbau der schwer zerstörten Kirche. Dem Beginn der Wiederaufbauarbeiten gingen vorher ausgeführte archäologische Ausgrabungen um und in der Ruine der Kirche voran. Die Kirche wurde außen nahezu originalgetreu rekonstruiert, im Innenraum allerdings bedeutend schlichter und funktioneller hergerichtet. Ausgeführt wurden die Arbeiten nach Plänen des Architekten Karl Schneider. Trotz der Vergleichbarkeit der Rekonstruktion der Kirche nach 1953 mit dem Bau von 1688 wird die wiedererrichtete Kirche aufgrund der massiven Veränderungen im Innenraum vom Kirchenkreis als sechster Bau bezeichnet.
Die reformierten Kirchengemeinden Elberfelds wurden neu geordnet, die Alte reformierte Kirche wurde das Zentrum der Evangelisch-reformierten Kirchengemeinde Elberfeld-Mitte. Von 1967 bis 1989 fungierte die Kirche auch als Gottesdienststätte der Niederländisch-reformierten Gemeinde, welche sich 120 Jahre vorher von der Elberfelder Gemeinde abgespalten hatte. Ab 1981 war die Alte reformierte Kirche zusammen mit der Thomaskirche, dem Gemeindehaus Platz der Republik und dem Martin-Luther-King-Haus Teil der unierten Evangelischen Kirchengemeinde Elberfeld-Ost und deren Hauptkirche.

### Citykirche Elberfeld seit 2001
Nachdem sich die historische Stadtmitte Elberfelds nach dem Krieg zu einer Einkaufsgegend ohne große Wohnbebauung entwickelte, nahm die Bedeutung der Alten reformierten Kirche als Gemeindekirche stetig ab, sodass ab Ende der 1990er-Jahre nach neuen Nutzungen für die älteste Kirche Elberfelds gesucht wurde. Eine Veräußerung oder Schließung kam nicht infrage, sodass die Kirche ab 2001 nach Plänen der Wuppertaler Architektin Gaby Fromm erneut einschneidend umgebaut wurde. Die Kirche ging in direkte Trägerschaft des Kirchenkreises Elberfeld über, dessen Hauptverwaltung nach dem Krieg direkt gegenüber der Kirche erbaut wurde.

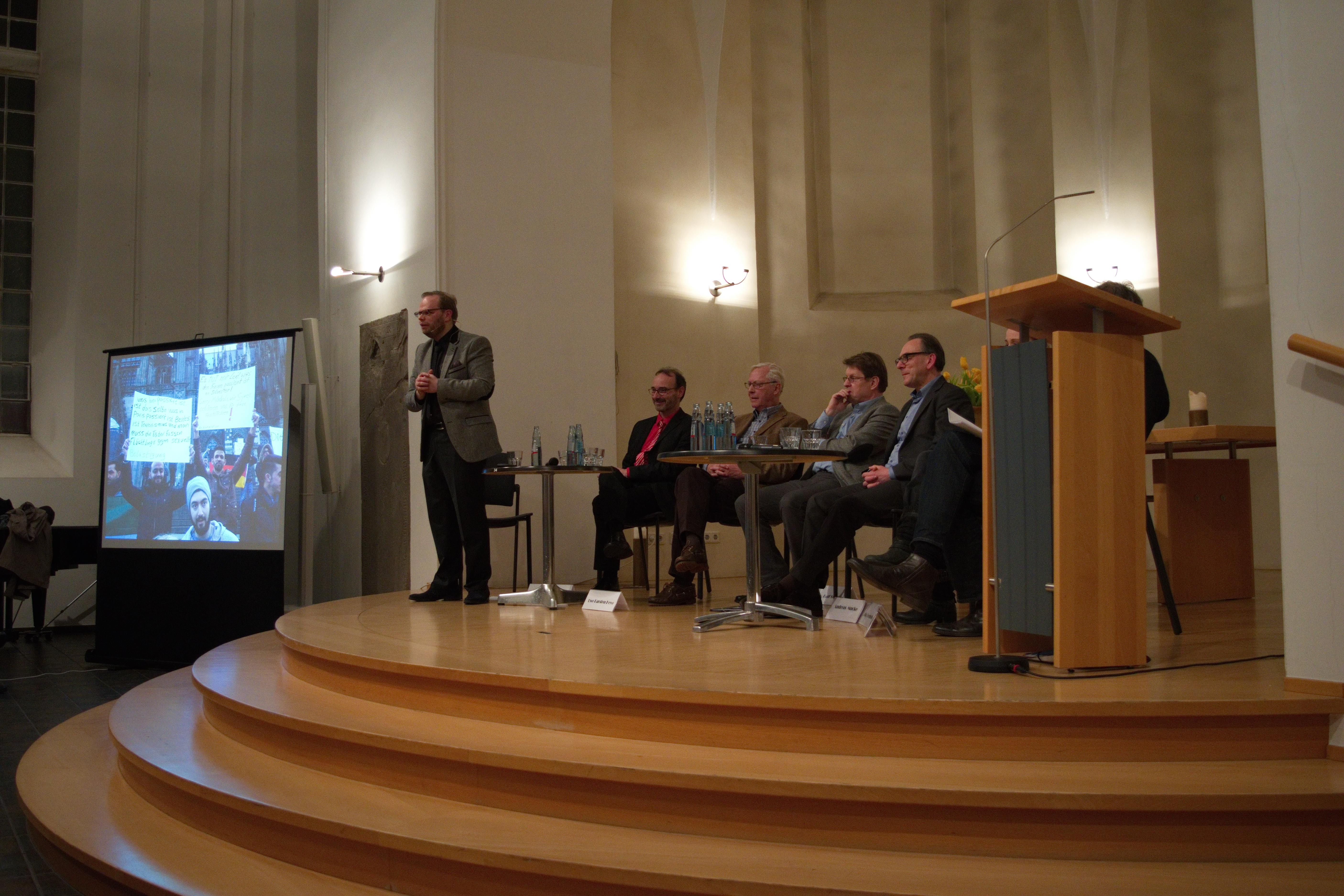
Gesellschaftliches Leben in der Citykirche: Helge Lindh im Gespräch mit Ralf Stegner, Julia Beerhold u. a. – Themenabend Chance oder Krise? Flüchtlingspolitik im Gespräch am 13. Januar 2016

Nach den Umbaumaßnahmen verfügt die Kirche nun über einen verkleinerten Gottesdienstraum und ein Café im vorderen Bereich, es entstanden auf der geteilten Etage im ersten Stock Räume für das Jugendreferat des Kirchenkreises. Die Kirche fungiert unter dem Namen Citykirche Elberfeld als offene Begegnungsstätte und Ort für politische, gesellschaftliche und kulturelle Veranstaltungen aller Art. Sie ist häufige Spielstätte der Wuppertaler Bühnen in kleineren Produktionen, Ort für Konzerte, Lesungen und gastronomische Angebote im sogenannten WeltCafé. Der Elberfelder CVJM hat ebenfalls seine Räumlichkeiten im Dachgeschoss der Citykirche. Zum Konzept der Citykirche gehört ebenfalls ein neues, flexibles Gottesdienstprogramm; die samstäglichen Minutengottesdienste mit wechselnden Predigern haben sich zu einem Markenzeichen der Citykirchenarbeit in Wuppertal entwickelt. Gottesdienste zu "weltlichen" Anlässen wie dem Wuppertaler Christopher Street Day oder dem Welt-AIDS-Tag sind ebenfalls in der Citykirche zuhause, auch Friedensgebete werden mehrmals in der Woche gehalten.

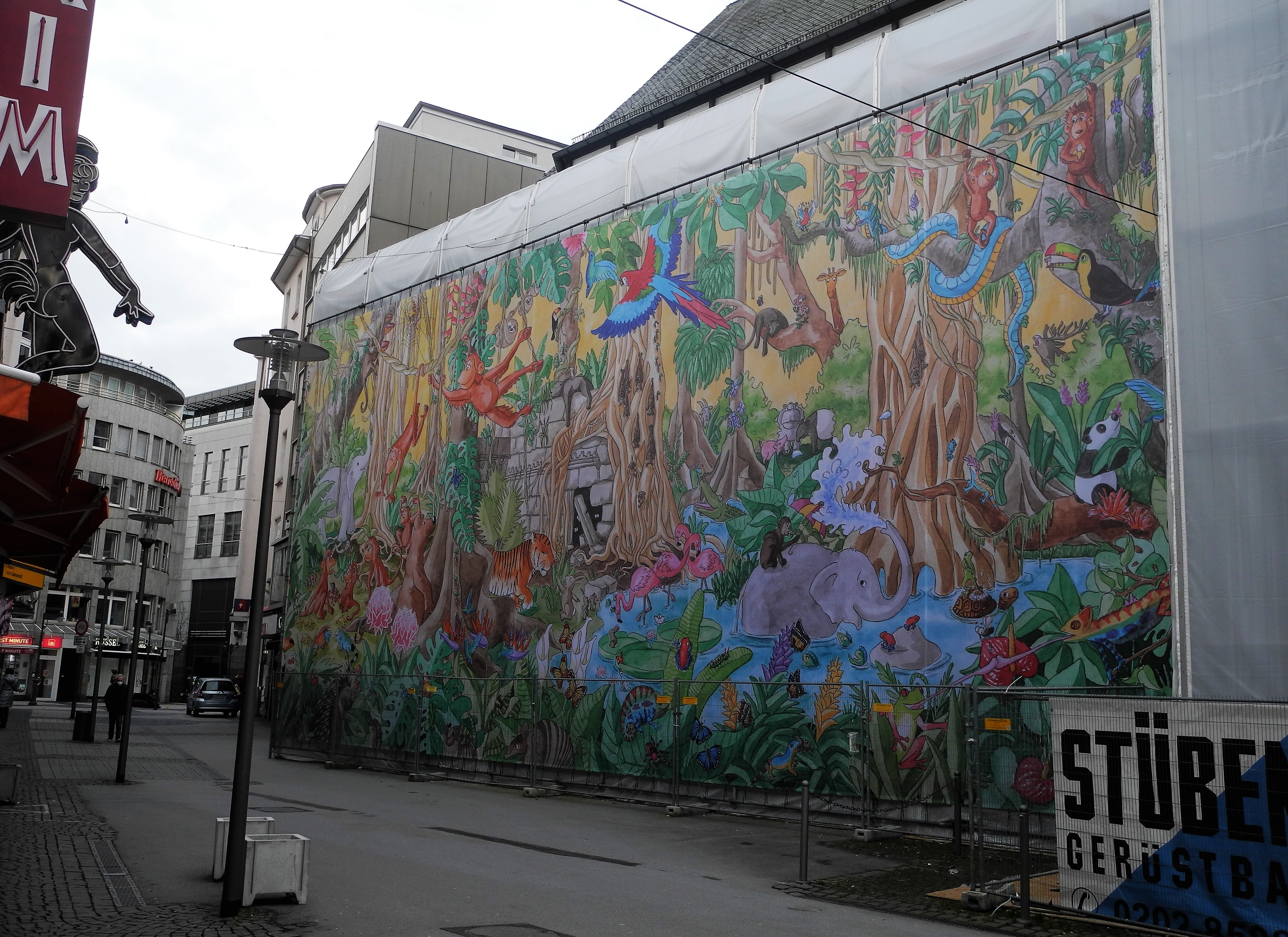
Das Wimmelbild während der Sanierungsarbeiten

Im Oktober 2020 begannen umfangreiche Sanierungsarbeiten an der Nordfassade der Kirche, das Gerüst wurde mit einem großen Wimmelbild verhüllt. Das ursprünglich geplante Ende der ersten Sanierungsarbeiten im Sommer 2021 wurde mehrfach nach hinten verschoben, unter anderem durch Asbestfunde beim Austausch der Kirchenfenster. Die Bauarbeiten an der Nordseite wurden im November 2021 beendet, 2022 werden die Arbeiten am Turm und an der Südseite fortgesetzt.

## Baubeschreibung
Die heutige sechste Kirche entspricht in ihrer wiederaufgebauten Form von 1953 äußerlich der fünften Kirche aus dem Jahr 1688. Sie befindet sich am Kirchplatz in der Elberfelder Innenstadt zwischen der Kirch- und der Calvinstraße und ist umgeben von der Einkaufszone des Stadtteils, das Verwaltungsamt des Kirchenkreises Wuppertal befindet sich gegenüber.

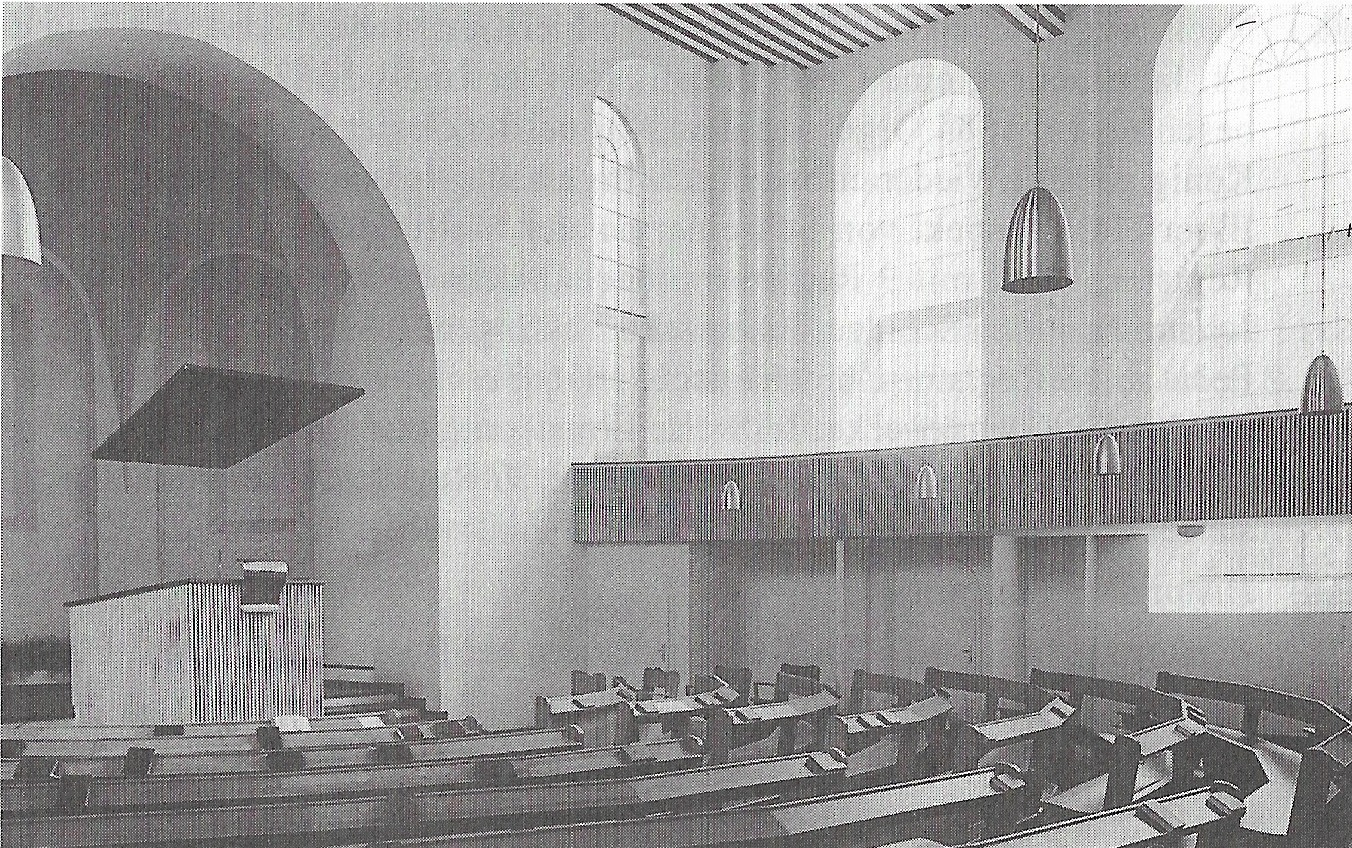
Der Innenraum der sechsten Kirche kurz nach der Wiedereröffnung 1955

Die Kirche ist eine schlichte historische Saalkirche, die sich architektonisch keiner besonderen Formensprache bedient und sowohl romanische als auch barocke Elemente besitzt. Die Kirche ist vollständig aus unverputztem Bruchstein errichtet, die Kanten des Gebäudes sind mit Werksteinen verkleidet. Das Kirchenschiff ist fünfundzwanzig Meter lang, zwanzig Meter breit und mit dem Chor nach Osten ausgerichtet. Gegliedert wird das Kirchenschiff von fünf Rundbogenfenstern auf der Nord- und der Südseite, unter den jeweils mittleren Fenstern befinden sich die später ergänzten, neoklassizistischen Portale. Das Kirchenschiff ist seit dem Umbau mit dem angrenzenden Haus Calvinstraße 6 verbunden. Die spätromanische Apsis bildet am Ostende des Kirchsaals den Chor des Gebäudes. Sie überstand die Brände 1536 und 1687 und ist damit eines der ältesten erhaltenen Bauwerke Wuppertals, wenngleich sie heute nicht mehr verglast ist. Bis zum Zweiten Weltkrieg war die Apsis baulich verschlossen, erst beim Umbau 1953 wurde sie wieder geöffnet und neu verputzt.
Der auf einem quadratischen Grundriss erbaute Kirchturm ist der Kirche an der Westseite angesetzt und zum Kirchenschiff hin leicht eingerückt. Bekrönt wird der Kirchturm von einer sechseckigen barocken Zwiebelturmhaube mit nächtlich beleuchteter Laterne. Vier Gauben sind umlaufend angesetzt. Zusammen mit der Haube der Kirche am Kolk ist die Citykirche ein weithin sichtbares Gebäude in der Skyline der Elberfelder Innenstadt. Die Turmuhr mit den vier Ziffernblättern wurde nach dem Krieg nicht wiederhergestellt, heute befindet sich im Turm ein Fahrstuhl.

### Innenraum

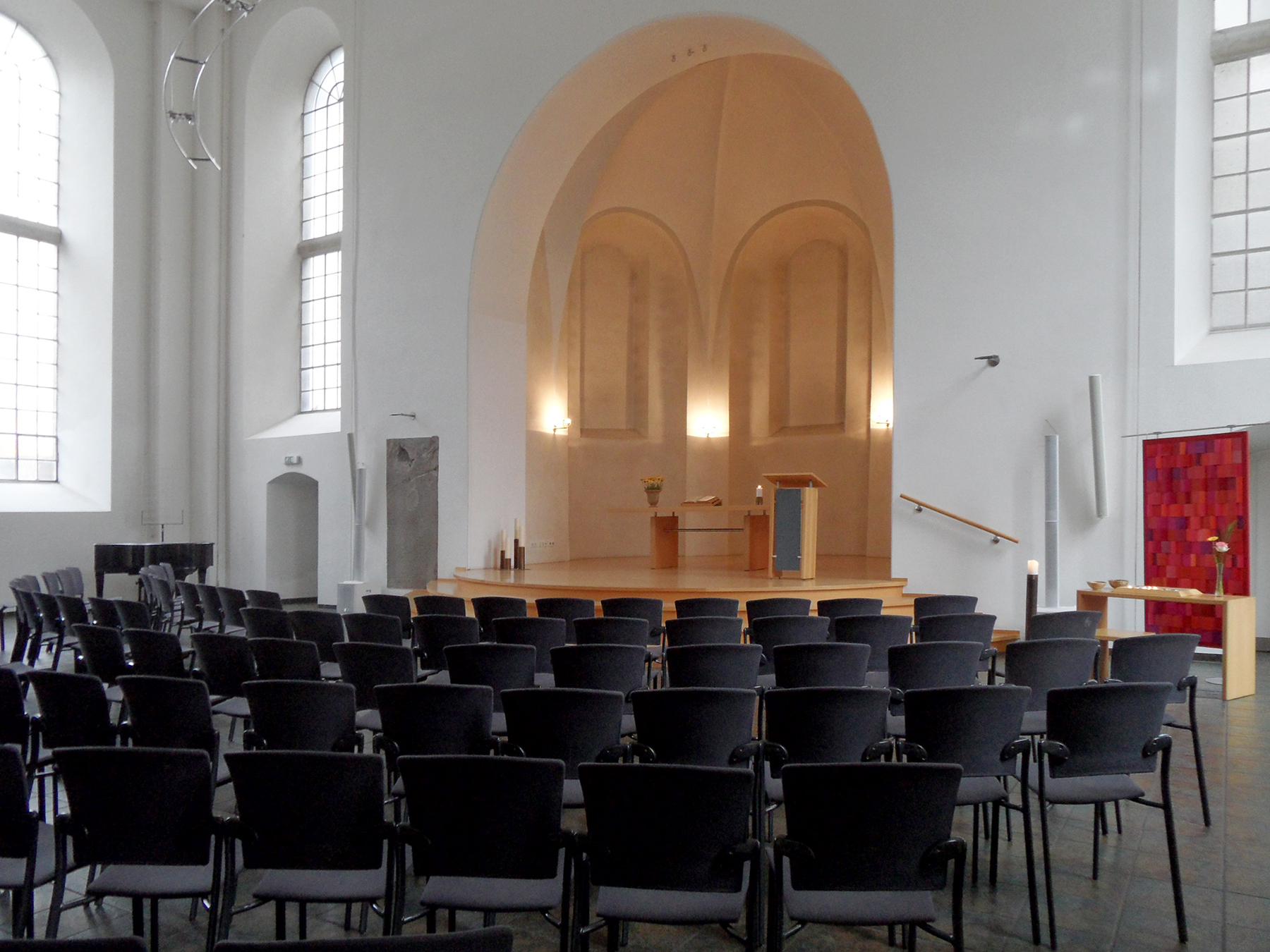
Innenansicht mit Blick zum Altar und zur Apsis

Der Innenraum der Kirche wurde nach dem Krieg nicht originalgetreu, sondern in neuer funktionaler Form wiederhergestellt. Ursprünglich verfügte die Kirche über 1000 Sitzplätze im Schiff und auf der an drei Seiten umlaufenden Empore, später wurde an der Turmseite eine zweite Empore installiert. Der reformierten Tradition entsprechend waren die Kirchenbänke auf die Kanzel ausgerichtet, welche sich in der Mitte der Prinzipalwand befand. An der Prinzipalwand waren die Prinzipalien, also Altar, Kanzel und Orgel in drei Ebenen übereinander angebracht, dahinter befanden sich die Räume des Presbyteriums.
Nach 1953 wurde die Kirche erstmals aufgeteilt. Eine Zwischenwand wurde zwischen den von der Turmseite aus gezählten zweiten und dritten Fenstern eingezogen, es entstanden an der Turmseite zwei multifunktionale Säle. Das sogenannte Turmzimmer bot 60 Personen Platz, im größeren Krummachersaal im ersten Stock auf Höhe der Emporen konnte bis zu 170 Personen Platz nehmen. Im verkleinerten Kirchsaal selber fanden nun noch 200 Personen Platz, auf der umlaufenden Empore zusätzlich noch 170. Über Tore konnte die Empore mit dem Krummachersaal verbunden werden. Ein weiteres Geschoss entstand durch Einziehen einer zweiten Decke knapp über den Fenstern, das Dachgeschoss wurde mit Räumen für den CVJM ausgebaut, welcher dort bis heute seine Räumlichkeiten besitzt. 1953 wurde die Apsis geöffnet und verputzt, die Fenster wurden allerdings nicht neu eingesetzt. Das neue Gestühl war ebenfalls der Tradition entsprechend auf die Kanzel ausgerichtet, ein Schalldeckel wurde vom Chorbogen mittig über der Kanzel aufgehängt.
Beim Umbau zur Citykirche wurden das feste Gestühl und die alte Empore entfernt, seitdem besitzt die Kirche eine flexible Bestuhlung und bietet heute im Saal mit der neuen, verkleinerten und abgerundeten Empore knapp 250 Sitzplätze. Im Bereich des ehemaligen Krummachersaales entstanden beim Umbau die Räume, welche heute das Jugendreferat des Kirchenkreises beherbergen. Eine dritte Empore, das sogenannte „Nest“ mit Zugang zu den Räumen im ersten Stock von der Empore im Kirchsaal wurde 2017 eingebaut.

### Glocken
Das Geläut der Alten reformierten Kirche ist seit 1700 dokumentiert worden. Ab 1700 befanden sich zunächst drei Bronzeglocken im Kirchturm, welche 1785 aufgrund von Schäden durch den Glockengießer Christian Voigt umgegossen wurden. Bis zur Erbauung des Elberfelder Rathauses wurde das Mittag- und Abendläuten der Kirche durch die Stadt Elberfeld bezahlt.
Die Glocken wurden 1942 zu Kriegszwecken beschlagnahmt, überstanden aber die Kriegsjahre unbeschädigt auf einem Glockenfriedhof. 1948 wurde das Geläut nach Wuppertal zurückgebracht, die reformierte Gemeinde hängt es in der Neuen reformierten Kirche auf; dort ist es noch heute in Benutzung.
| Schlagton | Gewicht (kg) | Inschrift |
| --------- | ------------ | --- |
| h0        | 2478         | Ich rufe an gesetzten Tagen zum Gottesdienst und vors Gericht, auch große Not dir anzusagen, verachte meine Stimme nicht           |
| cis'      | 1815         | Ich Glocke töne nur, mein Mund ist Erz und meine Zunge Eisen, du aber, mit Vernunft begabt, sollst Gott mit Leib und Seele preisen |
| d'        | 1322         | Ich rufe laut genug, bedenke, wo es haft', daß meine Stimme oft so wenig Nutzen schafft                                            |

1957 wurden von der Glocken- und Kunstgießerei Rincker zwei neue Glocken für die Kirche gegossen, welche bis heute von der Kirche genutzt werden.
| Schlagton | Gewicht (kg) | Inschrift                                                 |
| --------- | ------------ | --------------------------------------------------------- |
| e'        | 1172         | Jesus Christus gestern und heute und derselbe in Ewigkeit |
| fis'      | 767          | O Land, Land, Land, höre des Herrn Wort                   |

### WeltCafé

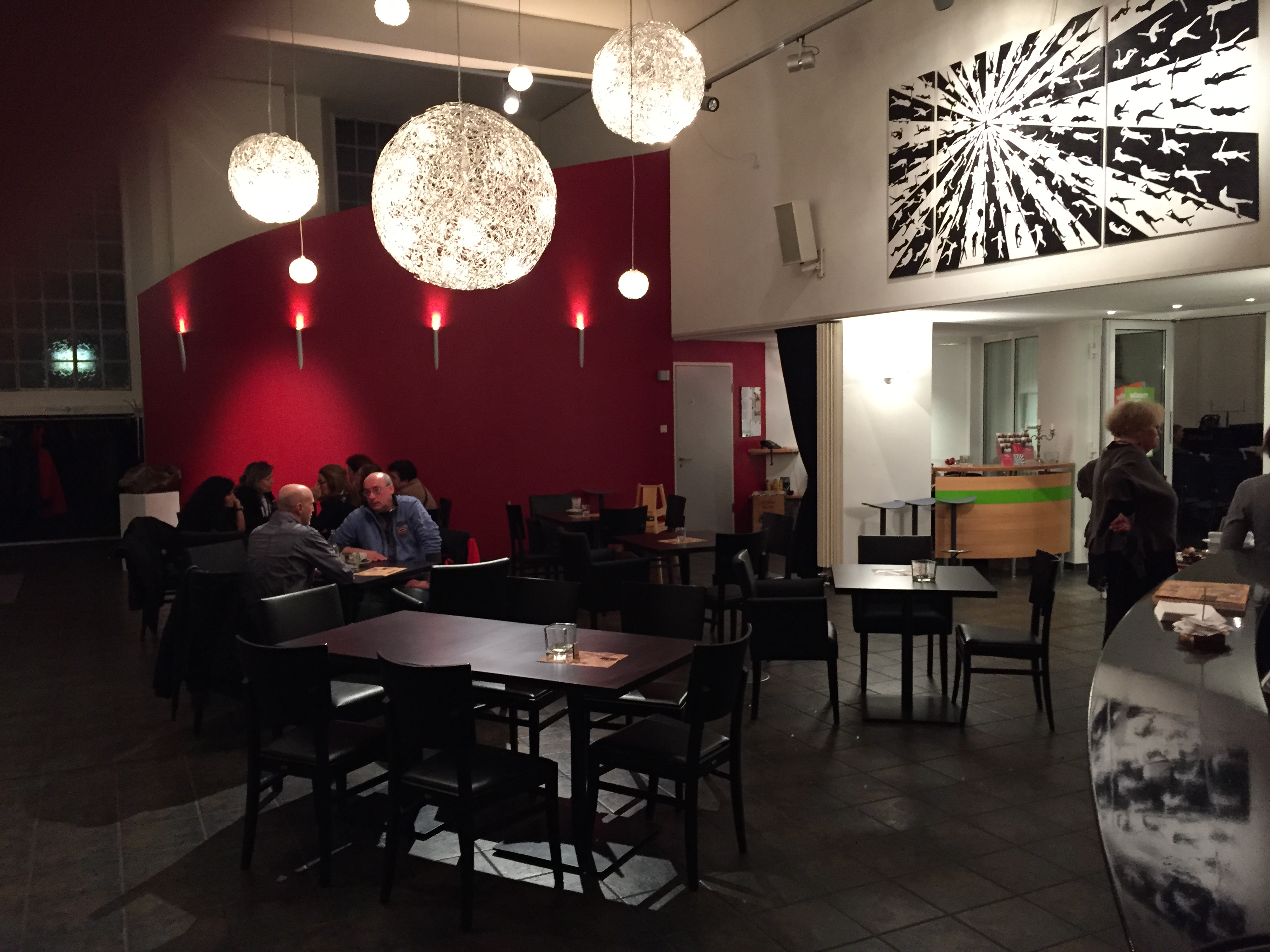
Das WeltCafé

Die zentrale Besonderheit der Alten reformierten Kirche als "Citykirche" ist das sogenannte WeltCafé im vorderen Bereich der Kirche. Das ehemalige Turmzimmer im Erdgeschoss wurde mit Küche und WC ausgestattet und baulich vom Kirchsaal getrennt. Ursprünglich wurde das Café als gastronomischer Betrieb vom Kirchenkreis an mehrfach wechselnde Unternehmer verpachtet und wird nach einigen wirtschaftlichen Unwägbarkeiten seit 2019 in Eigenregie des Kirchenkreises betrieben. Es findet eine enge Vernetzung des Cafés mit den vielseitigen Veranstaltungen in der Kirche statt.

## Kirchenmusik
Eine kirchenmusikalische Tradition entwickelte sich in der ältesten Kirche Elberfelds, anders als in der benachbarten lutherischen Kirche am Kolk, aufgrund der anfangs äußerst streng ausgelegten reformierten Tradition erst sehr spät. Der Gemeindegesang wurde über mehrere Jahrhunderte von einem Vorsänger geleitet, welcher als Kantor angestellt war. Bereits 1667 wollte man eine Orgel zur Unterstützung des Gemeindegesangs anschaffen, allerdings regte sich massiver Widerstand unter den Gemeindemitgliedern gegen eine solche Anschaffung. Erst 1803 setzte sich die Gemeindeleitung durch und kaufte die alte Orgel aus dem Karmeliterkloster in Köln, gebaut wurde das Instrument von dem Orgelbauer Ludwig König und verfügte nach Umbau durch Johann Wilhelm Gerling über 36 Register auf zwei Manualen. An ihr wirkten unter anderem bedeutende Kirchenmusiker wie Johann Georg Bäßler (welcher die Orgel konzertant am 25. November 1804 einweihte) und Johannes Schornstein.

### Schulze-Orgel von 1847

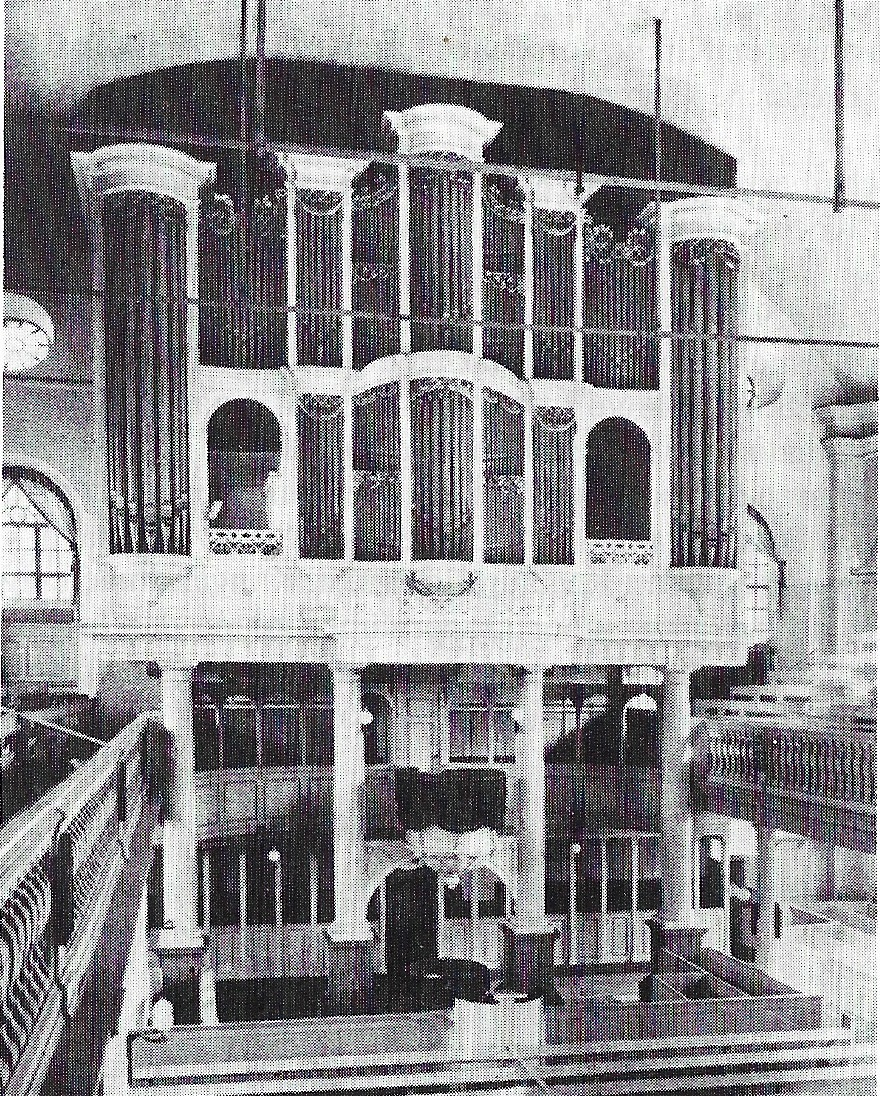
Die Schulze-Orgel vor ihrer Zerstörung

Die Bauarbeiten zur zweiten Galerie und weitere Mauerwerksarbeiten führten an dem ungeschützten Instrument im Laufe der Zeit immer öfter zu Schäden, sodass das Presbyterium den Bau eines neuen Instrumentes beschloss. Mit der Konzeption wurde Johann Friedrich Schulze beauftragt. Die baulichen Anpassungen in der Kirche wurden ab 1845 vorgenommen, die alte Orgel im selben Jahr für 350 Taler an Ibach verkauft. Im März 1847 wurde das Instrument eingeweiht, im gleichen Jahr wurden erste Anpassungen vorgenommen. Dem Organisten wurde ermöglicht, von der Gemeinde ungesehen zu spielen und ebenso ungesehen durch ein eigenes, kleines Treppenhaus zu verschwinden.
Die Prospektpfeifen des Instrumentes wurden 1916 beschlagnahmt, die Gemeinde bekam eine Entschädigung von 4665,50 Mark. 1928 wurde eine große Renovierung des Instrumentes durchgeführt, wobei mehrere Register ergänzt und die veraltete Mechanik überarbeitet und bei einigen Registern gegen eine pneumatische Traktur ausgetauscht wurde. Zum Schluss verfügte die Orgel über 53 Register auf drei Manualen mit Pedal, die letzte Disposition ist erhalten geblieben:
| I Hauptwerk C–g3 |                 |     |
| 1.               | Bordun          | 32′ |
| 2.               | Holzprincipal   | 16′ |
| 3.               | Trompete        | 8′  |
| 4.               | Mixtur V        |     |
| 5.               | Cornett IV      |     |
| 6.               | Rauschpfeife II |     |
| 7.               | Quinte          | 5⅓′ |
| 8.               | Octave          | 4′  |
| 9.               | Hohlflöte       | 4′  |
| 10.              | Salicet         | 4′  |
| 11.              | Principal       | 8′  |
| 12.              | Soloflöte       | 8′  |
| 13.              | Rohrflöte       | 8′  |
| 14.              | Spitzflöte      | 2′  |

| II Nebenwerk C–g3 |                  |     |
| 15.               | Musette          | 8′  |
| 16.               | Octavzimbel III  | ½′  |
| 17.               | Sifflöte         | 1′  |
| 18.               | Larigot          | 1⅓′ |
| 19.               | Octave           | 2′  |
| 20.               | Geigenprincipal  | 4'  |
| 21.               | Schweizer Flöte  | 4'  |
| 22.               | Harmonika        | 8′  |
| 27.               | Lieblich Gedackt | 8′  |

| III Schwellwerk C–g3 |              |     |
| 28.                  | Hohlflöte    | 8′  |
| 29.                  | Quintadena   | 8′  |
| 30.                  | Viola        | 8′  |
| 31.                  | Querflöte    | 4′  |
| 32.                  | Nachthorn    | 4′  |
| 33.                  | Principal    | 4'  |
| 34.                  | Nasat        | 2⅔' |
| 35.                  | Gemshornterz | 1⅗′ |
| 36.                  | Glöckleinton | 2′  |
| 37.                  | Blockflöte   | 1′  |
| 38.                  | Scharf V     | 1⅓′ |
| 39.                  | Trompete     | 8′  |
| 40.                  | Bordun       | 16′ |

| Pedal C–f1 |              |     |
| 41.        | Stillgedackt | 16′ |
| 42.        | Subbaß       | 16′ |
| 43.        | Kontrabaß    | 16′ |
| 44.        | Gedacktbaß   | 8′  |
| 45.        | Violonbaß    | 8′  |
| 46.        | Octavbaß     | 8′  |
| 47.        | Choralbaß    | 8′  |
| 48.        | Rauschbaß V  | 5⅓′ |
| 49.        | Principal    | 2′  |
| 50.        | Clarine      | 4′  |
| 51.        | Trompetenbaß | 8′  |
| 52.        | Posaune      | 16′ |
| 53.        | Großbordun   | 32′ |

- Koppeln: III/I, II/II, II/I, I/P, II/P, II/P
- Spielhilfen: Drei freie Generalkombinationen, zwei Pedalkombinationen, Walze

Das Instrument war seinerzeit die größte Kirchenorgel Elberfelds, an ihr wirkten unter anderem Johannes und Hermann Schornstein sowie Jan Albert van Eijken als Kirchenmusiker. Das Instrument wurde in der Bombennacht vollständig zerstört.

### Schuke-Orgel von 1968

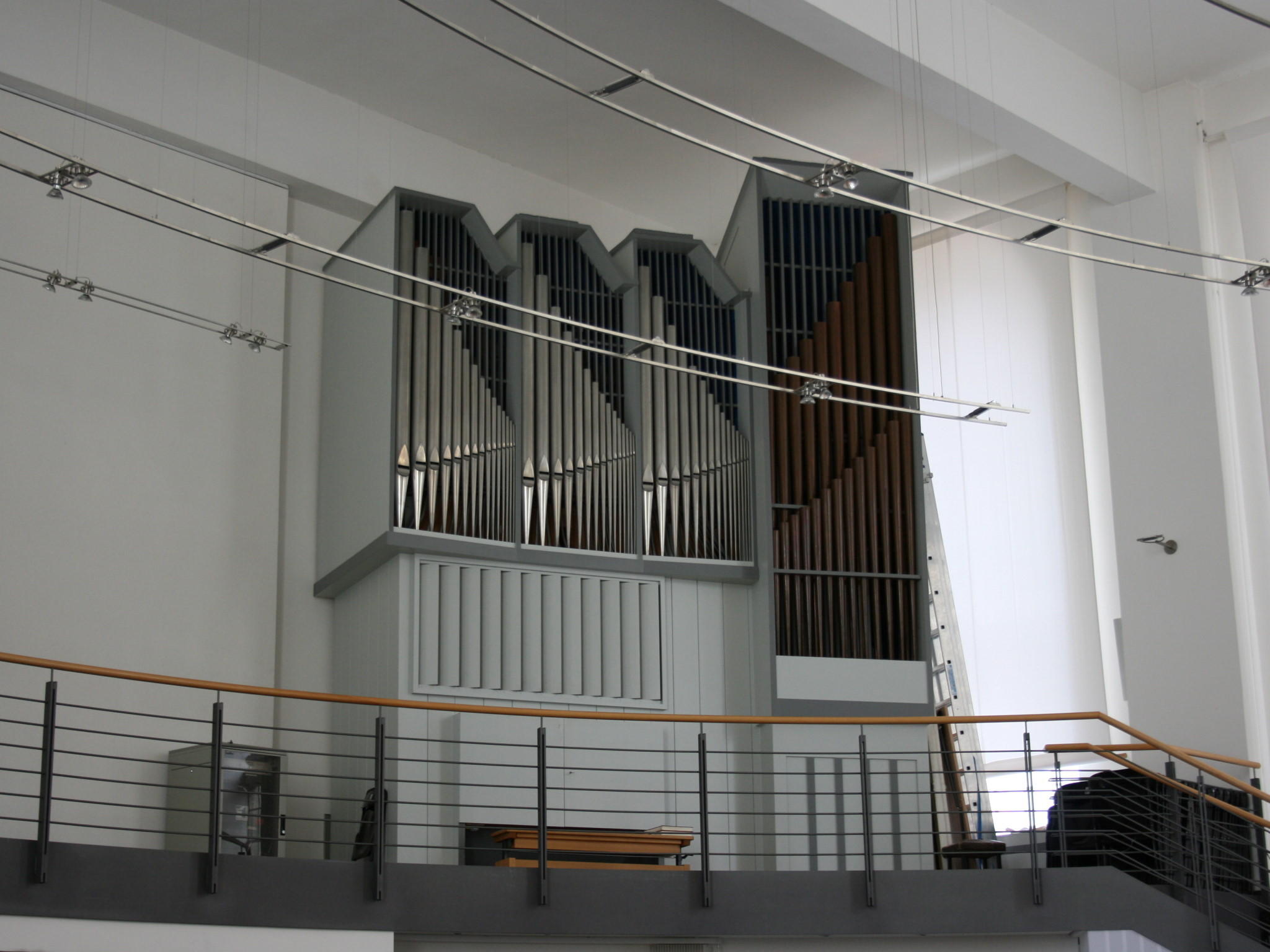
Die Schuke-Orgel

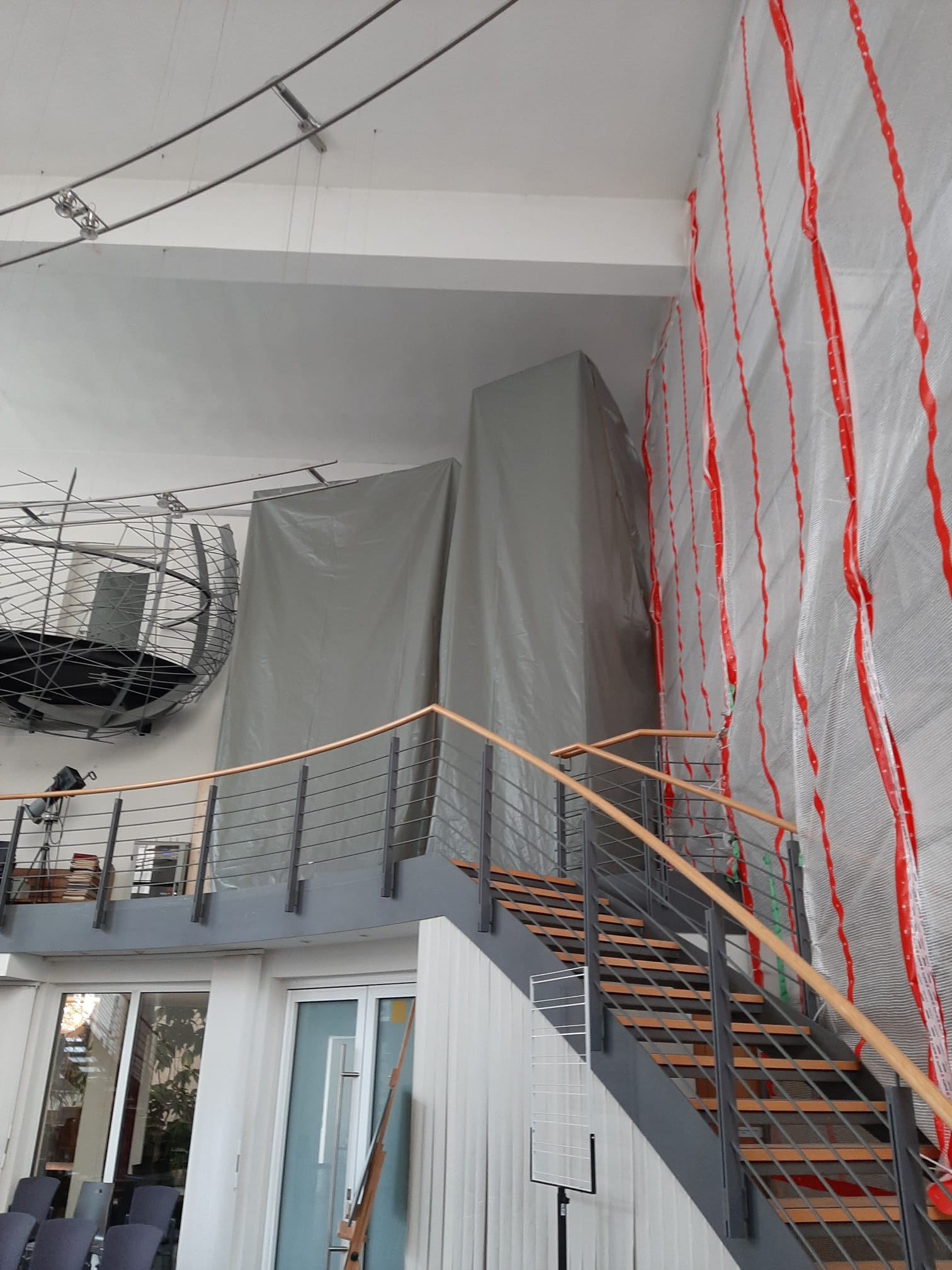
Die verhüllte Orgel 2021

Der Einbau einer neuen Orgel zog sich nach Wiedereinweihung der Kirche bis 1968 hin, unter anderem aus finanziellen Gründen. Mit dem Bau der Orgel wurde Schuke beauftragt, sie verfügt über 27 Register auf zwei Manualen mit Pedal. Das Instrument befand sich ursprünglich mittig auf der Westempore und wurde mit dem Umbau der Kirche zur Citykirche in die Nordwestecke der neuen Empore versetzt. Eine Besonderheit des Instrumentes ist, dass der Organist fast auf Bodenhöhe sitzt, da die Orgel aufgrund der niedrigeren Deckenhöhe in den Boden der Empore eingelassen wurde.
| I Hauptwerk C–g3 |            |     |
| 1.               | Quintadena | 16′ |
| 2.               | Principal  | 8′  |
| 3.               | Rohrflöte  | 8′  |
| 4.               | Octave     | 4′  |
| 5.               | Gemshorn   | 4′  |
| 6.               | Quinte     | 2⅔' |
| 7.               | Octave     | 2′  |
| 8.               | Mixtur V   |     |
| 9.               | Zimbel III |     |
| 10.              | Trompete   | 8′  |

| II Schwellwerk C–g3 |             |     |
| 11.                 | Holzgedackt | 8′  |
| 12.                 | Principal   | 4′  |
| 13.                 | Spillflöte  | 4′  |
| 14.                 | Rohrnasat   | 2⅔' |
| 15.                 | Waldflöte   | 2′  |
| 16.                 | Terz        | 1⅗′ |
| 17.                 | Quinte      | 1⅔' |
| 18.                 | Sifflöte    | 1′  |
| 19.                 | Scharf IV   | 1′  |
| 20.                 | Vox humana  | 8′  |

| Pedal C–f1 |               |     |
| 21.        | Subbaß        | 16′ |
| 22.        | Octave        | 8′  |
| 23.        | Gedecktpommer | 8′  |
| 24.        | Choralbass    | 4′  |
| 25.        | Mixtur V      |     |
| 26.        | Posaune       | 16′ |
| 27.        | Clarine       | 4′  |

- Koppeln: II/I, I/P, II/P
- Spielhilfen: Zwei freie Kombinationen

Beim Umbau der Kirche zur Citykirche wurde der Kirchraum bedeutend verkleinert, die Orgel gilt vielen seitdem als etwas zu laut und leicht überdimensioniert, sie findet daher bevorzugt bei größeren Gemeindeveranstaltungen zu beispielsweise Feiertagen sowie bei den umfangreichen Konzerten und musikalischen Veranstaltungen Verwendung. Von 1979 bis 2019/20 war Sandro R. Müller Kirchenmusiker, als Nachfolger fungiert seit 2019 Dennis Herder. Im Zuge der Sanierungsarbeiten an der Nordfassade und im Innenraum wurde die Orgel in eine Schutzfolie gehüllt und war seit Dezember 2020 nicht spielbar, eine Wiederinbetriebnahme des Instrumentes war für Dezember 2021 vorgesehen.

## Archäologische Ausgrabungen

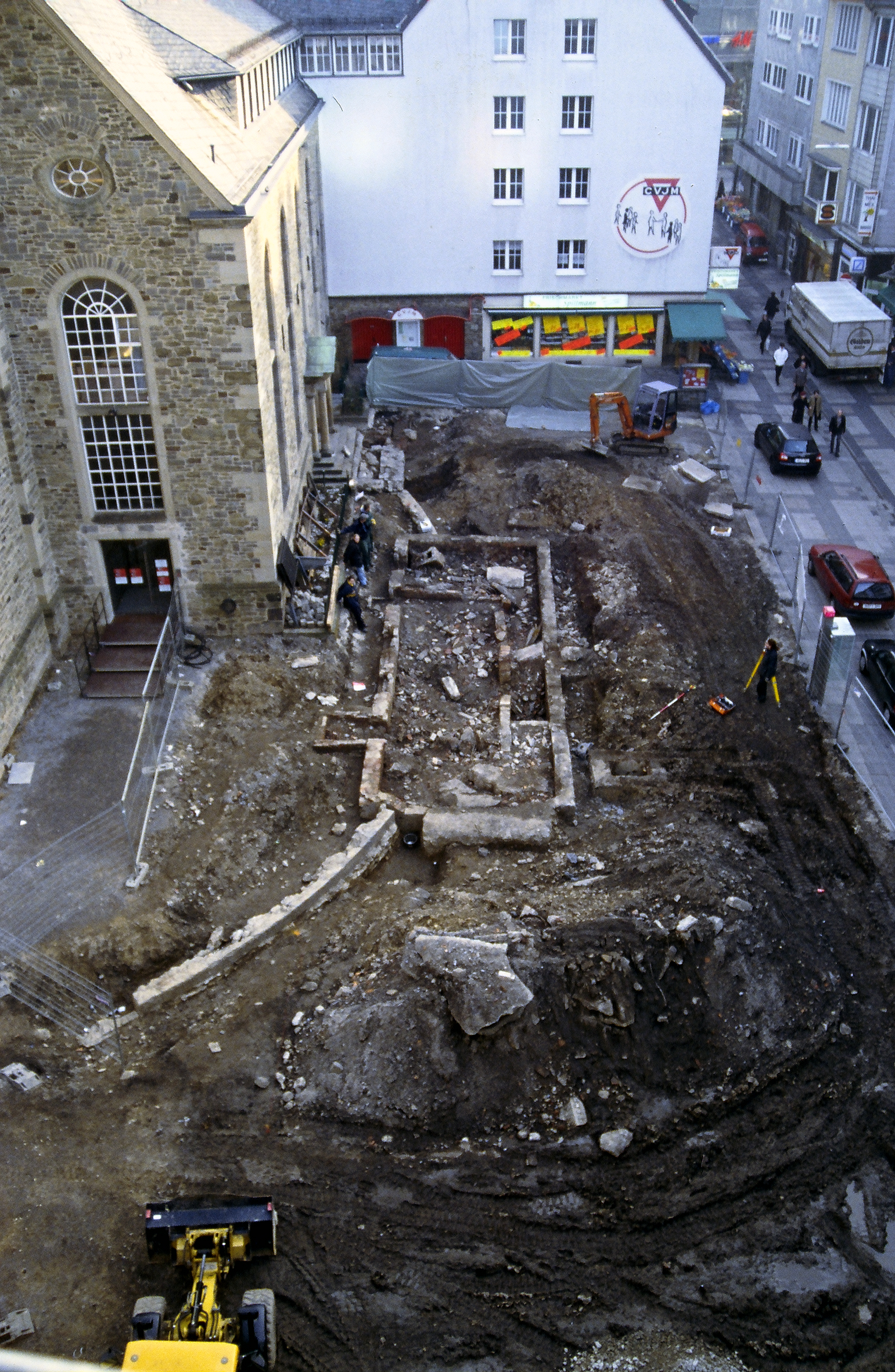
Blick auf die Ausgrabungsstätte auf dem Kirchplatz 2003

Im Sommer 1953 führte Hermann Hinz vom Rheinischen Landesmuseum Bonn anlässlich des Wiederaufbaus erste Ausgrabungen innerhalb des Kirchengebäudes durch. Es gelang ihm die Grundrisse der drei Vorgängerbauten der heutigen Kirche zu erfassen.
Im Frühjahr 2003 wurde der Kirchenvorplatz saniert. Bei dieser Gelegenheit konnte das Umfeld des Kirchengebäudes archäologisch untersucht werden. Hierbei wurden Befunde aufgedeckt, welche im Zusammenhang mit der mittelalterlichen Basilika standen. Der Fund eines Kruges aus deren Baugrube ist ein wichtiges Indiz auf das Entstehungsdatum der romanischen Kirche im 13. Jahrhundert. Weiterhin wurden Erkenntnisse über auf die Platzgestaltung des 17. bis 19. Jahrhunderts gewonnen. Der westliche Bereich um die Kirche war von einer kreisbogenförmigen Umfassungsmauer aus Kalksteinquadern umgeben. Hinter dieser Mauer war im späten 17. Jahrhundert der 1785 wieder geschlossene Friedhof angelegt worden. In der aktuellen Platzgestaltung ist der Verlauf der alten Kirchhofmauer durch abgesetzte Pflastersteine nachvollzogen. Auch konnte der Sockel des bis dato verschollenen Elberfelder Armenpflegedenkmals geborgen werden.
Im Sommer 2016 wurden einige Funde aus der Grabung von Hermann Hinz nochmals untersucht. Darunter auch einer der beiden gefundenen Baumsärge. Mittels einer dendrochronologischen Untersuchung konnte der Wuppertaler Archäologe Jörg Scheidt nachweisen, dass der Sarg auf 931 ± 10 Jahre datiert. Zum Zeitpunkt der Bestattung war sowohl der erste Kirchenbau, als auch ein befestigter Herrenhof vorhanden.

## Galerie

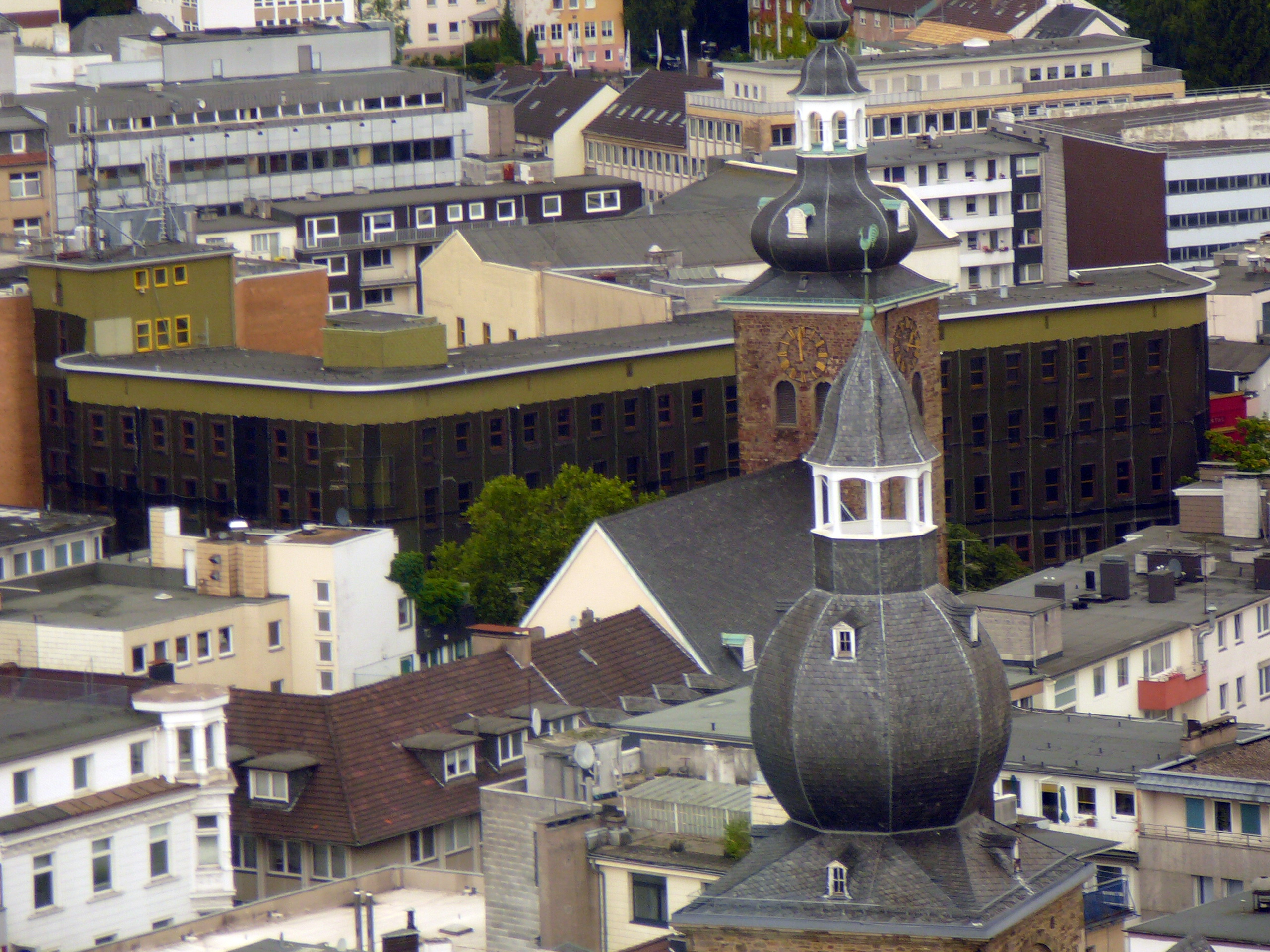
Die beiden Zwiebeltürme prägen die Elberfelder Skyline
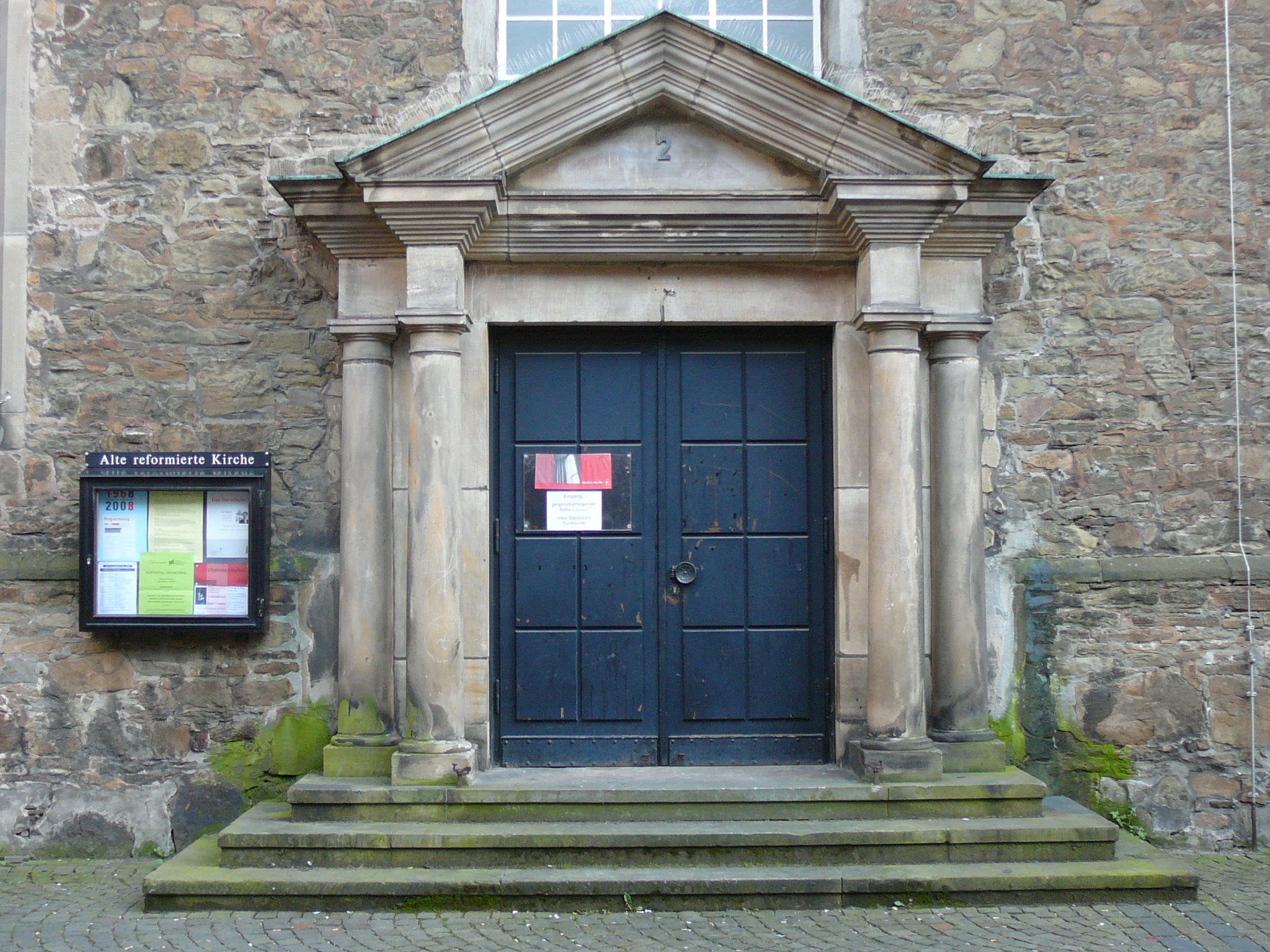
Das neoklassizistische Nordportal
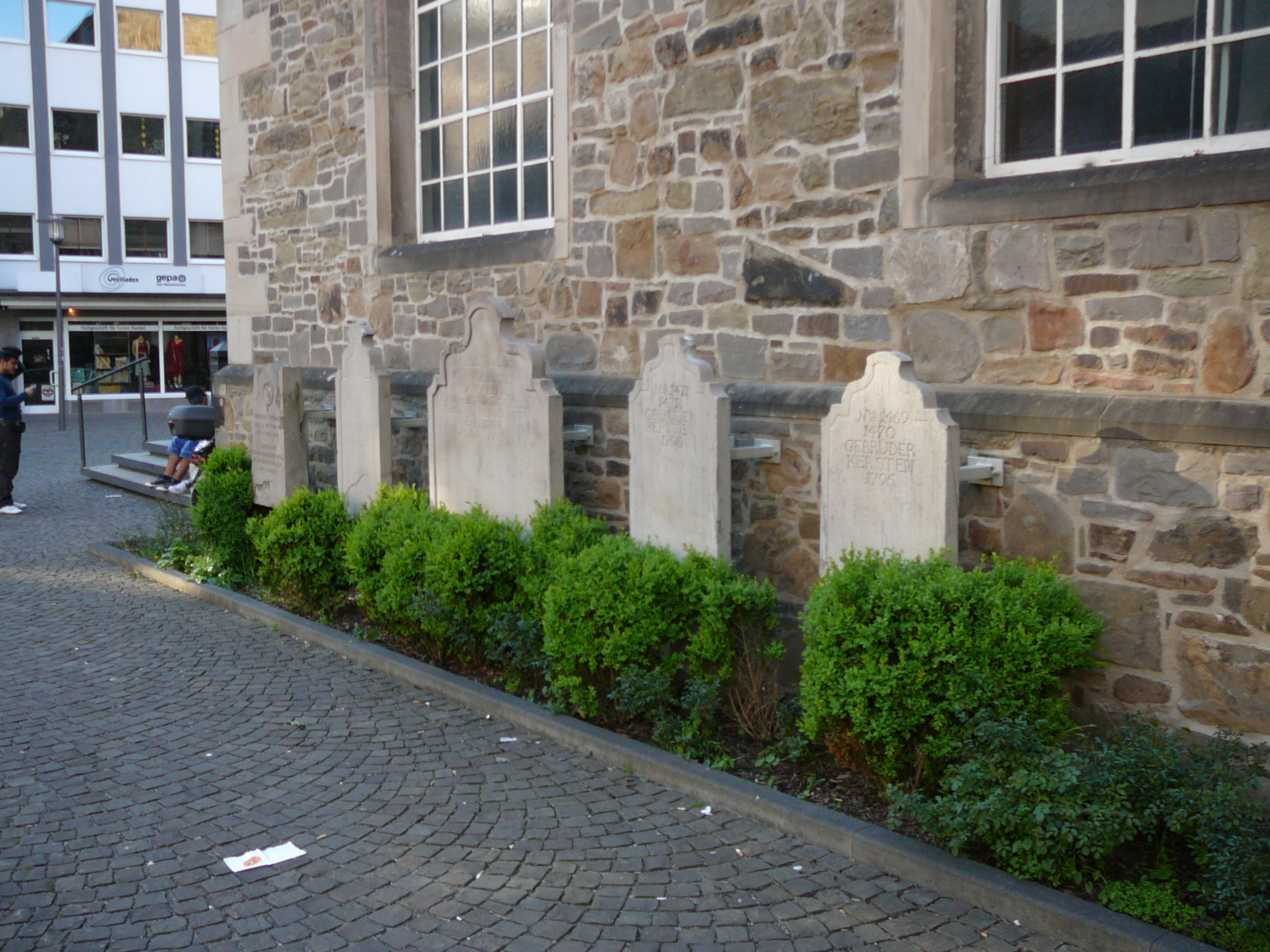
Grabsteine des ehemaligen reformierten Friedhofes
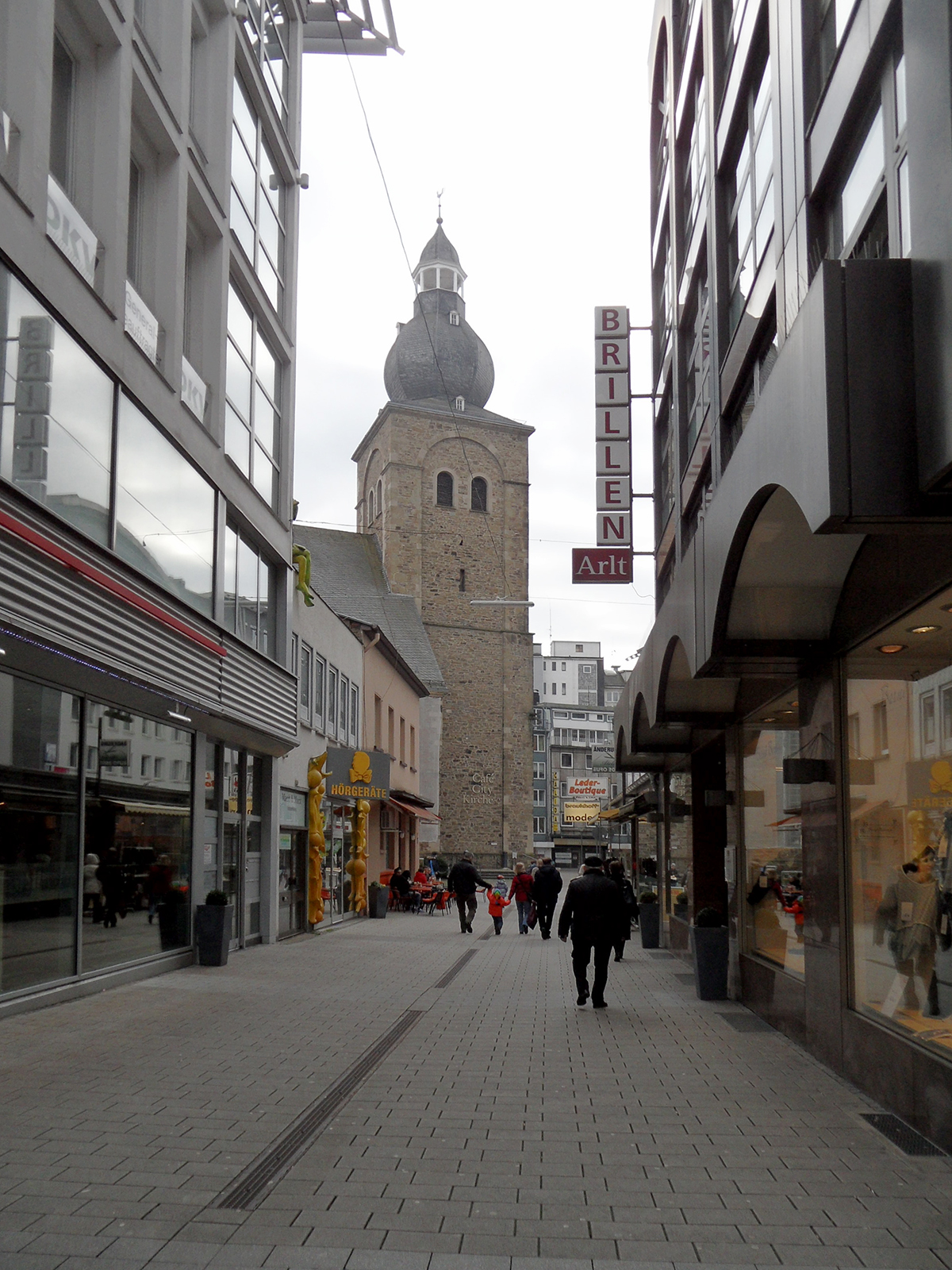
Ansicht der Kirche von der Burgstraße